# Катастрофа SE-210 на Ивисе
Катастрофа SE-210 на Ивисе — крупная авиационная катастрофа, произошедшая в пятницу 7 января 1972 года на острове Ивиса (Испания). Авиалайнер Sud Aviation SE-210 Caravelle VI-R авиакомпании Iberia выполнял внутренний рейс IB602 по маршруту Мадрид—Валенсия—Ивиса, но при заходе на посадку в пункте назначения врезался в гору Сьерра-да-Аталаяса к западу от аэропорта Ивисы. Погибли все находившиеся на его борту 104 человека — 98 пассажиров и 6 членов экипажа.
Крупнейшая авиационная катастрофа в истории Питиузских островов.

## Самолёт
Sud Aviation SE-210 Caravelle VI-R (серийный номер 163) был выпущен в 1963 году и 25 июня совершил свой первый полёт. Оснащён двумя турбореактивными двигателями Rolls-Royce RA-29 Mk.533R Avon. 9 июля того же года был передан авиакомпании Iberia, в которой получил регистрационный номер EC-ATV и имя Tomas Luiz de Victoria; впоследствии был переименован в Maestro Victoria. Изначально имел пассажировместимость салона на 80 мест, но впоследствии за счёт переделки салона первого класса была увеличена.

## Экипаж
Состав экипажа рейса IB602 был таким:
- Командир воздушного судна (КВС) — 37-летний Хосе Луис Бальестер Сепульведа (исп. José Luis Ballester Sepúlveda). Опытный пилот, налетал свыше 7000 часов[1][6]
- Второй пилот — Хесус Монтесинос Санчес (исп. Jesús Montesinos Sánchez).
- Бортинженер — Висенте Родригес Меса (исп. Vicente Rodríguez Mesa).
- Бортпроводники:
  - Пилар Мерино Лопес Баэса (исп. Pilar Merino López Baeza),
  - Пилар Миравет Мартин (исп. Pilar Miravet Martín),
  - Мануэль Фернандес Куэста (исп. Manuel Fernández Cuesta).

## Катастрофа
Sud Aviation SE-210 Caravelle VI-R борт EC-ATV выполнял рейс IB602 из Мадрида в Ивису с промежуточной посадкой в Валенсии. В аэропорту Валенсии на борт сели 80 пассажиров, а всего на борту самолёта находились 89 взрослых пассажиров и 9 детей. Большинство пассажиров были гражданами Испании, причём преимущественно жителями Валенсии, которые возвращались на работы (строительство отелей) в Ивису после новогодних праздников. Среди пассажиров также были два иностранца: из США и ФРГ.
По плану полёт рейса 602 должен был проходить на эшелоне FL150 (4550 метров), но судя по переговорам экипажа, высотомеры значительно завышали показания примерно на 1800 метров. При подходе к аэропорту Ивисы лайнер начал выполнять снижение. Во время пролёта над побережьем Сан-Хосе пилоты доложили о прохождении эшелона FL140 (4250 метров), хотя фактический эшелон был FL120 (3650 метров). На Ивисе в это время шёл дождь и стоял туман. В 12:00 экипаж доложил о нахождении на высоте 1676 метров. Авиадиспетчер указал, что посадка будет осуществляться на взлётную полосу №25, на что КВС сообщил, что предпочёл бы прямой заход на ВПП №07. Тогда авиадиспетчер дал им разрешение на прямой заход, на что командир передал о начале снижения и после добавил: Подготовьте мне пиво, скоро прибудем.
Пролетая сквозь туман и низкую облачность, рейс 602 снижался к аэропорту Ивисы, когда экипаж увидел прямо перед собой склон горы Сьерра-да-Аталаяса. Пилоты потянули штурвалы на себя, пытаясь перелететь гору, но тяжёлый лайнер плохо набирал высоту. В 12:15:10 в 15 километрах к западу от аэропорта Ивисы рейс IB602 пластом врезался в западный склон горы Сьерра-да-Аталаяса всего примерно на 30 метров ниже вершины (462 метра); от удара лайнер разорвало на две части, носовая часть с кабиной пилотов при этом перелетела через гребень и рухнула на восточный склон. Когда метка рейса IB602 исчезла с экранов радаров, а экипаж перестал отвечать на запросы, авиадиспетчеры подали сигнал тревоги. Так как в последний раз самолёт наблюдали на радаре над островом Конехера, то авиадиспетчеры ошибочно посчитали, что он рухнул в море между Конехерой и Ивисей, поэтому поиски сосредоточили в этом районе. Но один из местных жителей, Хосе Рибас Рибас (исп. José Ribas Ribas), видел в тумане самолёт, скрывшийся за горой, после чего услышал взрыв. Придя к месту взрыва, он обнаружил обломки авиалайнера и не нашёл выживших, после чего сообщил о случившемся охранникам казармы Сан-Хосе. Те также направились к месту катастрофы и зафиксировали, что выживших нет.
Все 6 членов экипажа и 98 пассажиров на борту самолёта погибли, что на то время сделало данную авиакатастрофу второй крупнейшей в стране (на 2021 год — девятая) после катастрофы британской Comet 4 под Барселоной (112 погибших). Также это была крупнейшая авиакатастрофа в испанской авиации, пока в том же 1972 году её не превзошла катастрофа Convair 990 на Тенерифе (155 погибших), и крупнейшая авиакатастрофа с участием самолёта Sud Aviation Caravelle (на 2021 год — третья).

## Расследование
Причиной катастрофы были названы ошибочные действия экипажа, который при вертикальной видимости менее 305 метров и при полёте по ППП допустил снижение ниже безопасной высоты 610 метров, так как не следил за приборами, вместо этого обсуждая с авиадиспетчером футбольный матч.
Через несколько лет на месте катастрофы был создан мемориал.